# Oporinia similis
Oporinia similis là một loài bướm đêm trong họ Geometridae.